# Codice ATC V20
Il codice ATC V20 "Medicazioni chirurgiche 
" è un sottogruppo terapeutico del sistema di classificazione Anatomico Terapeutico e Chimico, un sistema di codici alfanumerici sviluppato dall'OMS per la classificazione dei farmaci e altri prodotti medici. Il sottogruppo V20 fa parte del gruppo anatomico V dei Farmaci Vari.
Codici per uso veterinario (codici ATCvet) possono essere creati ponendo una lettera Q di fronte al codice ATC umano: QV ...
Numeri nazionali della classificazione ATC possono includere codici aggiuntivi non presenti in questa lista, che segue la versione OMS.
Questo gruppo è vuoto